# Мэнсфилд-парк (фильм, 1999)
«Мэ́нсфилд-парк» (англ. Mansfield Park) — вторая экранизация произведения «Мэнсфилд-парк» британской романистки Джейн Остин. Сюжет фильма сильно отличается от самого романа, в частности добавлена сюжетная линия о рабстве, но напрочь отсутствуют какие-либо намёки на существование брата Фанни Уильяма; Фанни даёт согласие на брак с Кроуфордом, а Джулия не сбегает с Йейтсом, а лишь получает любовное послание.
Бо́льшая часть сцен была снята в Кирби-холле, Нортгемптоншир.

## Сюжет
Кинокартина рассказывает историю Фанни Прайс. Семья девочки бедна: её матушка Франсис Прайс вышла замуж по любви, но за бедного и грубоватого моряка.
В десять лет Фанни едет жить в имение Мэнсфилд-парк к богатым родственникам — в семью Бертрам, которую составляют сэр Томас, леди Мария Бертрам (тётя Фанни) и их четыре ребёнка: Том, Мария, Эдмунд и Джулия. По соседству живёт другая тётка Фанни по материнской линии, миссис Норрис, которая часто бывает в гостях. Новообретённые родственники не считают Фанни равной себе, пользуются ей и всячески принижают, особенно миссис Норрис. Фанни страдает от вынужденного разделения с семьёй и лишь кузен Эдмунд скрашивает её печали и одиночество в эти годы.
Когда Фанни исполняется восемнадцать лет, её дядя, сэр Томас, едет на Антигуа, дабы уладить проблемы с рабами. Но вспыхивает восстание, в ходе которого рабы отвоёвывают свободу и семья Бертрам чувствует финансовые затруднения. Старший сын, Том, отправляется вслед за отцом.
В отсутствие сэра Томаса в размеренную жизнь Бертрамов врываются Генри и Мэри Кроуфорд, родственники супруги местного пастора. Мэри и Генри хороши собой, но циничны; в Мэнсфилд-парке они ищут способ поживиться. Эдмунд сражён обаятельной Мэри и отныне не расстаётся с ней, тем самым причиняя Фанни боль. Сёстры Эдмунда Мария и Джулия перетягивают Генри как канат, в то время как его это открыто забавляет. В конце концов Генри отдаёт своё предпочтение Марии и соблазняет её, несмотря на то что старшая мисс Бертрам помолвлена с мистером Рашуортом.
Наконец, с Антигуа возвращается Том, однако он не один, а с другом Йейтсом и оба не очень трезвы. Они с неистовым желанием начинают уговаривать обитателей усадьбы организовывать домашнюю театральную постановку «Lovers' Vows». На самом деле это предлог для того, чтобы иметь возможность безнаказанно флиртовать друг с другом. Эдмунд настойчиво и упорно отказывался от этой затеи, пока ему не предлагают любовные монологи с Мэри Кроуфорд. Репетиция в разгаре… Но вот прибывает сэр Бертрам и с яростью останавливает её.
Мария с Рашуортом уезжают в Брайтон, беря при этом Джулию. Мистер Кроуфорд, лишённый общества Марии, задумывает влюбить в себя Фанни. Однако, кроткий и мягкий характер Фанни обращает его же план против него, и Кроуфорд влюбляется в девушку. Но видя его непристойное поведение с Марией Фанни чувствует лишь отвращение к молодому человеку и не верит объяснениям в любви. Тогда коварный Кроуфорд просит руки Фанни у сэра Томаса и последний, в свою очередь, пытается убедить мисс Прайс принять выгодное предложение. Фанни отвечает отказом, что очень не нравится хозяину поместья и в наказание мужчина отправляет её назад в отчий дом.
Дома в Портсмуте она воссоединяется с младшей сестрёнкой Сьюзан, с которой переписывалась живя в Мэнсфилд-парке (в романе это старший брат Уильям). Спустя некоторое время её навещает Генри Кроуфорд и вновь пытается убедить в серьёзности своих намерений. Немного погодя Фанни получает письмо от Эдмунда, в котором тот раскрывает свои надежды на бракосочетание с Мэри Кроуфорд. Это решение кузена заставляет девушку пересмотреть и принять предложение Генри. Однако, на следующий же день Фанни понимает своё заблуждение, ведь она так и не научилась доверять Генри, и забирает своё согласие обратно. Разъярённый Генри покидает Портсмут.
Через сутки приезжает Эдмунд. Он забирает Фанни в Мэнсфилд-парк, где ей предстоит позаботиться о тяжелобольном Томе. Эдмунд признаётся, что скучал по сестре.
Возвратившись в Мэнсфилд-парк Фанни видит семью Бертрам, семью Рашуорт и Кроуфорд. Замужняя Мария упрекает Генри за то, что он играл её чувствами, а сам искал общества двоюродной сестры. Когда же миссис Рашуорт узнаёт, что Генри уже не собирается жениться на Фанни, она прощает его и любовники неосмотрительно вступают в запретную связь. Их обнаруживает Фанни. Сама не своя она возвращается в спальню изнурённого болезнью Тома, её состояние не ускользает от Эдмунда и вскоре выясняется супружеская измена Марии. Эдмунд успокаивает Фанни и ненамеренно целует её.
Новость о скандале быстро распространяется и Мэри Кроуфорд разрабатывает план дабы сгладить последствия, ведь она и сама может потерять доверие семьи Бертрам. Мисс Кроуфорд предполагает, что после развода Мария вышла бы замуж за Генри, а Эдмунд женится на Мэри, и сообща они смогли бы восстановить их положение в свете. На вопрос Фанни 'откуда у Эдмунда будущего священнослужителя взяться таким деньгам?' Мэри потрясла всех, заявив, что, когда умрёт Том, наследником станет Эдмунд. Также она возлагала вину за происшедшее на Фанни, рассуждая: «Отнесись она к нему как должно, и сейчас не за горами бы уже была их свадьба, и Генри был бы слишком счастлив и слишком занят и ни на кого другого не поглядел бы. Он бы и пальцем не шевельнул, чтоб восстановить отношения с миссис Рашуорт…». Эдмунд потрясён истинным обличием возлюбленной. Пристыженная Мэри покидает поместье.
В конце фильма Эдмунд объясняется в любви Фанни и пара играет свадьбу. Сэр Томас оставляет свою плантацию на Антигуа и вкладывает капитал в табак, Том идёт на поправку, Джулия получает любовное письмо от мистера Йейтса, а Сьюзан занимает место Фанни и остаётся жить в Мэнсфилд-парке. Мария, на которой Генри отказался жениться, и раздражительная миссис Норрис, вынуждены жить бок о бок в небольшом домике вдали от Мэнсфилд-парка. Каждый из Кроуфордов нашёл себе пару, которая соглашается мириться с их особым образом жизни.

## В ролях
- Фрэнсис О’Коннор — Фанни Прайс
- Амелия Уорнер — юная Фанни Прайс
- Ханна Тейлор-Гордон — малышка Фанни Прайс
- Линдси Дункан — леди Бертрам/миссис Прайс
- Шейла Гиш[англ.] — миссис Норрис
- Гарольд Пинтер — сэр Томас Бертрам
- Джеймс Пьюрфой — Том Бертрам
- Джонни Ли Миллер — Эдмунд Бертрам
- Виктория Хэмилтон — Мария Бертрам
- Джастин Уодделл — Джулия Бертрам
- Алессандро Нивола — Генри Кроуфорд
- Эмбет Дэвидц — Мэри Кроуфорд
- Хью Бонневилль — мистер Рашуорт
- Чарльз Эдвардс — Джон Йейтс
- Хилтон Макрей — мистер Прайс
- Джозеф Морган — Уильям Прайс
- София Майлс — Сьюзан Прайс
- Анна Попплуэлл — Бетси
- Брюс Байрон[англ.]